# Predică
În tradiția ortodoxă, omilia sau predica este o parte esențială a Liturghiei Euharistice și face parte din caracterul sacramental al Liturghiei. 
În urma citirii Cuvântului lui Dumnezeu prin pericopa Sfintei Evanghelii se spune o predică liturgică. Predica este ținută, de obicei, de cel care slujește, dar poate cădea și în sarcina unui preot co-slujitor sau a unui diacon, însă niciodată nu este încredințată unui laic. Când slujește un episcop, predica se ține la sfârșitul Liturghiei. 
De obicei, predica prezintă și explică conținutul citirilor acea zi sau uneori ale sărbătorii respective sau poate fi despre Sfântul zilei. 
Unele predici au devenit parte din Sfânta Tradiție a Bisericii așa cum sunt Omiliile Pascale ale Sfântului Ioan Gură de Aur, citite la sfârșitul Utreniei de Sfintele Paști.